# 1919-es csehszlovák–lengyel háború
A csehszlovák–lengyel háború (csehül: Sedmidenní válka, azaz hétnapos háború) egy katonai konfliktus volt 1919. január 23–30. között a létrejövőben lévő Csehszlovákia és a függetlenségét frissen visszanyert Lengyelország csapatai között. A konfliktus kiváltó okának a folyamatban levő béketárgyalások számítottak, amelyben mind a két fél bejelentette igényét az addig Osztrák–Magyar Monarchiához tartozó, vegyes cseh–lengyel lakosságú Zaolzie régióra (Teschen város és környéke). A kirobbant fegyveres konfliktusnak az antant hatalmak nyomására vetettek véget, de a vitás kérdés megoldására kijelölt Antant bizottság 1920 júliusában Csehszlovákia javára döntött, Zaolzie régió nagyobbik részét neki ítélve, amelynek következtében közel 140 000 lengyel nemzetiségű személy került idegen fennhatóság alá. A bizottság döntése tartósan megmérgezte a két ország közti viszonyt.

## Előzmények
Az első világháború lezárása gyökeresen átrajzolta az európai politikai rendszert. A háborút követően összeomlott két európai nagyhatalom: az Osztrák–Magyar Monarchia és az Oszmán Birodalom, míg a korábban szintén jelentős politikai erőt képviselő Német és Orosz Birodalom jelentős mértékben meggyengült és belpolitikai válságba süllyedt. 
1918-tól új államok létrejötte vette kezdetét a nagyhatalmak romjain, többek között megjelent a nemzetközi porondon Csehszlovákia és visszanyerte függetlenségét Lengyelország. A két ország határainak meghúzása azonban egy hosszú folyamat eredményeként történt meg, melynek következtében a csehszlovák és lengyel érdekek ütköztek Felső-Szilézia egy részére és az addig Magyarországhoz tartozó Szepes és Árva vármegye néhány településére vonatkozóan. A vitás kérdés megoldását nehezítette, hogy az észak-magyarországi területek vegyes lengyel–szlovák, míg a sziléziai térség vegyes lengyel–cseh lakosságú volt, a régió központjának számító Teschen pedig relatív német többségű (jelentős lengyel kisebbséggel). 
Felső-Szilézia fontosságát tovább növelte a két ország számára, hogy a térségben jelentős kőszén-lelőhelyekre bukkantak, valamint Teschent érintette a Kassa–Oderberg (csehül: Bohumín) vasútvonal, melynek ellenőrzése kiemelt fontosságú volt a csehszlovák infrastruktúra számára.
A két fél közötti feszültségek eredményeként 1918 telén mindkét ország kormánya jelentős számú csapaterősítést küldött a térségbe, a csehszlovák csapatok száma azonban messze meghaladta a lengyelekét, köszönhetően annak, hogy az utóbbiak 1918 novembere óta háborút vívtak függetlenedni vágyó keleti szomszédjukkal, az Ukrán Népköztársasággal.

## A konfliktus

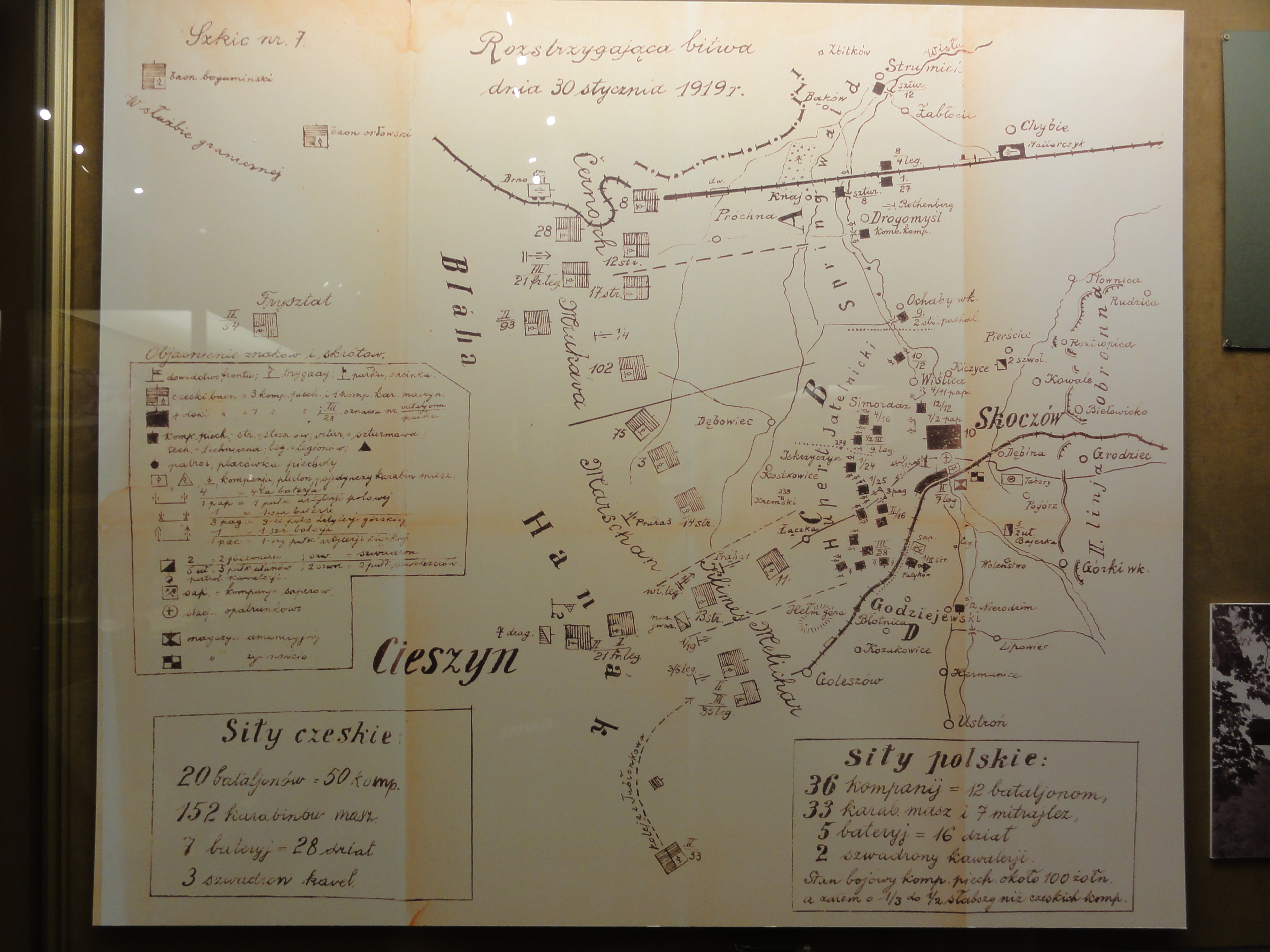
A skoczówi csata térképe

1919. január 23-án reggel 11 órakor Josef Šnejdárek, a csehszlovák csapatok parancsnoka ultimátumot adott át Franciszek Latinik lengyel főparancsnoknak, akitől követelte csapatainak két órán belül való visszavonását a Biała folyóig. Mivel a lengyelek ezt visszautasították, déli 13 órakor a csehszlovák csapatok offenzívába kezdtek Bohumín és Karviná irányába. Alig egyórás harcot követően sikeresen bevették mindkét települést, majd folytatták offenzívájukat Teschen felé, melyet azonban a lengyel csapatok január 27-én harc nélkül feladtak, visszavonva erőiket a Visztula folyóig. 
Január 30-án Šnejdárek parancsba adta csapatainak a Visztulán való átkelést, a Bohumín és Jablunkov közti vasútszakasz biztosítására. Az újabb csehszlovák támadás Skoczówig vetette vissza a lengyel csapatokat, itt azonban a frontvonal megállapodott. Habár január 31-re Šnejdárek egy offenzívát tervezett a település elfoglalására, az antant nyomására végül felhagyott a hadműveletekkel és visszavonta csapatait az antant által kijelölt "zöld vonalra", a területet ideiglenesen nemzetközi ellenőrzés alá engedve.

## Következmények

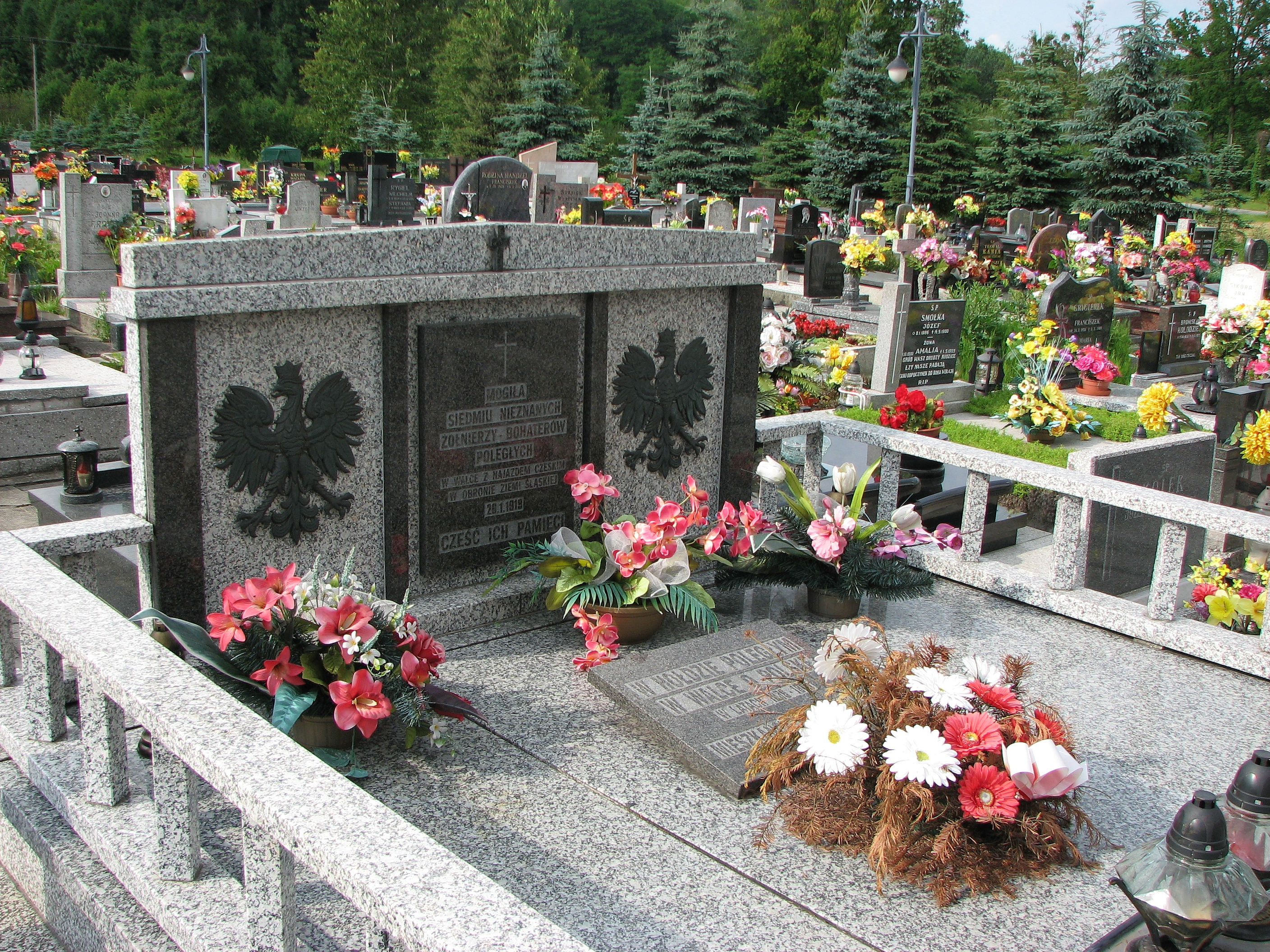
A harcokban elesett lengyel katonák sírja Zebrzydowice faluban.

A két ország közti határt az Antant által kijelölt bizottság 1920 júliusában húzta meg, melynek eredményeként a Kassa–Bohumín vasútvonaltól északra fekvő területek Lengyelországhoz, a délre fekvő területek Csehszlovákiához kerültek. Teschent a vasútvonal mentén kettészakították. A térség szénbányáinak abszolút többsége is Csehszlovákia birtokába került, valamint 140 000 lengyel nemzetiségű lakos is a csehszlovák oldalon maradt.
A döntés évtizedekre meghatározta a két ország viszonyát, a lengyel politikai vezetés a két világháború közti időszakban végig napirenden tartotta a déli területek megszerzésének fontosságát (melyre 1938-ban átmenetileg volt is lehetőségük, a müncheni egyezmény következményeként).